# Isla del Castellar
La Isla del Castellar (Illa del Castellar) es una isla de la provincia de Gerona (España).
Situada en el puerto de Llansá, muy cerca ya de la frontera con Francia. Es abrupta y tiene una superficie de 2'2 hectáreas. Hoy en día está unida a tierra firme mediante un relleno que la une al resto del puerto. También fue construida una marina deportiva a lo largo de todo su perímetro oeste y norte, y un enorme dique de atraque y abrigo se prolonga en forma de L al norte de la isla. Posee un mirador en su cima y la atraviesan varios senderos aprovechados por paseantes y excursionistas. Se hallaron restos de cerámica de la edad de hierro y es probable, dada la toponimia, la existencia de una antigua fortificación o torre de vigía, acaso medieval.
- Datos: Q5485347